# ALGOL Bulletin
ALGOL Bulletin (ISSN 0084-6198) foi uma revista científica, publicada pela Association for Computing Machinery sobre as linguagens de programação ALGOL 60 e ALGOL 68 de março de 1959 até agosto de 1988.

## Cronologia
| Ano      | Evento                                                  | Colaborador             |
| -------- | ------------------------------------------------------- | ----------------------- |
| Mar 1959 | ALGOL Bulletin 1ª edição                                | Peter Naur / ACM        |
| Dez 1968 | Algol 68 Final Report apresented no encontro de Munique | IFIP Working Group 2.1  |
| Jun 1977 | Strathclyde ALGOL 68 conference, Escócia                | ACM                     |
| Ago 1988 | ALGOL Bulletin 52ª edição (última)                      | Ed. C. H. Lindsey / ACM |